# Nadežda Rumjanceva
Nadežda Rumjanceva (9 settembre 1930 – Mosca, 8 aprile 2008) è stata un'attrice sovietica.

## Filmografia parziale

### Attrice
- Navstreču žizni, regia di Nikolaj Lebedev (1952)
- Morskoj ochotnik, regia di Vladimir Nemoljaev (1954)
- Meksikanec, regia di Vladimir Kaplunovskij (1955)
- Nepoddajuščiesja, regia di Julij Čuljukin (1959)
- Devčata, regia di Jurij Čuljukin (1962)

## Premi
- Artista onorato della RSFSR
- Artista popolare della RSFSR
- Ordine d'Onore